# Spinolyprops pakistanicus
Spinolyprops pakistanicus es una especie de escarabajo del género Spinolyprops, familia Tenebrionidae, orden Coleoptera. Fue descrita científicamente por Schawaller en 1996.

## Distribución
Se distribuye por el norte de Pakistán, en el distrito de Swat.